# 蘇比克灣
蘇比克灣（英語：Subic Bay）是菲律宾呂宋島中西部的海灣，位於馬尼拉西北約100公里，臨南海。

## 歷史
1885年，西班牙海軍開始在蘇比克灣興建海軍工廠；1898年美西戰爭後，轉由美國海軍使用。而後修建機場，逐漸擴建為美國海軍主要軍港之一的「蘇比克灣海軍基地」，曾為美軍海外最大軍事基地，為冷戰期間美國在此駐軍，具備重要的戰略價值。
1991年6月15日皮納圖博火山噴發，鄰近的克拉克空軍基地當場報廢，蘇比克灣海軍基地則被火山灰掩蓋，1992年美軍全數撤離，基地關閉後成為蘇比克灣經濟特區。

## 美國重新駐軍
21世紀初，隨著南海主權爭議升溫，菲律賓當局感受到來自中國的軍事威脅，於2012年6月6日經美菲兩國國防部官員，即菲律賓國防部主管防務的次長阿茲奎塔（Honorio Azcueta）與美國參謀長聯席會議主席鄧普西達成協議，只要事先徵得菲國政府許可，美軍部隊、船艦及飛機將可使用美國設於呂宋島的兩座前軍事基地，亦即蘇比克灣和克拉克區，以牽制中國對第一島鏈的武力擴張。